# Sega v. Accolade
Vous lisez un « article de qualité » labellisé en 2016.
Sega Enterprises Ltd. v. Accolade, Inc., 977 F.2d 1510 (9th Cir. 1992), est un procès dans lequel la cour d'appel des États-Unis pour le neuvième circuit a appliqué la loi sur la propriété intellectuelle aux États-Unis en faveur de la rétro-ingénierie de logiciels informatiques.
Cette décision fait suite à un conflit entre Sega, le fabricant de la console de jeux vidéo Mega Drive (appelée Genesis aux États-Unis), et l'éditeur de jeux vidéo Accolade. Ce dernier a en effet désassemblé le code de la console, afin de publier des jeux en contournant la licence payante de Sega, ce qui entraîne l'affichage d'un message qui fait supposer, à tort, que la commercialisation du jeu a été autorisée par Sega. Ce procès a remis en question plusieurs points techniques, notamment sur le copyright, l'utilisation des marques déposées et les limites du fair use dans le cadre du développement logiciel.
Le procès est jugé dans un premier temps par la cour fédérale du district nord de Californie, qui statue en faveur de Sega. Une injonction de la cour oblige alors Accolade à arrêter le développement de nouveaux jeux sur Genesis et demande le retrait de la vente des jeux déjà commercialisés. Accolade fait appel devant la cour d'appel des États-Unis pour le neuvième circuit, arguant que la rétro-ingénierie est protégée par le fair use aux États-Unis. Quelques mois plus tard, la cour d'appel annule le jugement précédent et retourne la situation en condamnant Sega, qui entrave la concurrence en abusant du droit des marques. L'injonction est levée et Accolade peut de nouveau publier des jeux Genesis à partir de janvier 1993. Trois mois plus tard, le 30 avril 1993, un accord commercial est trouvé entre les deux parties.
Ce procès est régulièrement cité comme jurisprudence lors de différends concernant la rétro-ingénierie et le fair use. Il protège en effet les éditeurs qui font un usage raisonnable d'un système protégé si l'unique but est de rendre interopérable un produit avec ce système. Il statue également que les principes de fonctionnement d'une console de jeux ne peuvent être protégés par le copyright.

## Contexte
En mars 1984, Sega est racheté par l'homme d'affaires David Rosen avec d'autres investisseurs. Parmi eux, Hayao Nakayama est nommé directeur général. À la suite du krach de l'industrie de l'arcade au début des années 1980, Nakayama décide de se concentrer sur le jeu vidéo de salon. Dans le même temps, l'entreprise s'inquiète de la multiplication des atteintes aux droits d'auteur en Asie du Sud et notamment à Taïwan. Ce pays n'est pas signataire de la convention de Berne pour la protection des œuvres littéraires et artistiques, ce qui limite les actions juridiques possibles par Sega dans cette région. Taïwan autorise toutefois les poursuites en cas d'infraction envers des marques déposées.
Sega développe donc ses premiers systèmes de sécurité et interdit la publication de jeux vidéo non validés par l'entreprise sur sa console en faisant apparaitre une marque déposée pour les jeux autorisés. Cependant, des développeurs réussissent à contourner la sécurité et à produire des jeux sans licence et sans faire apparaitre la marque déposée de Sega.

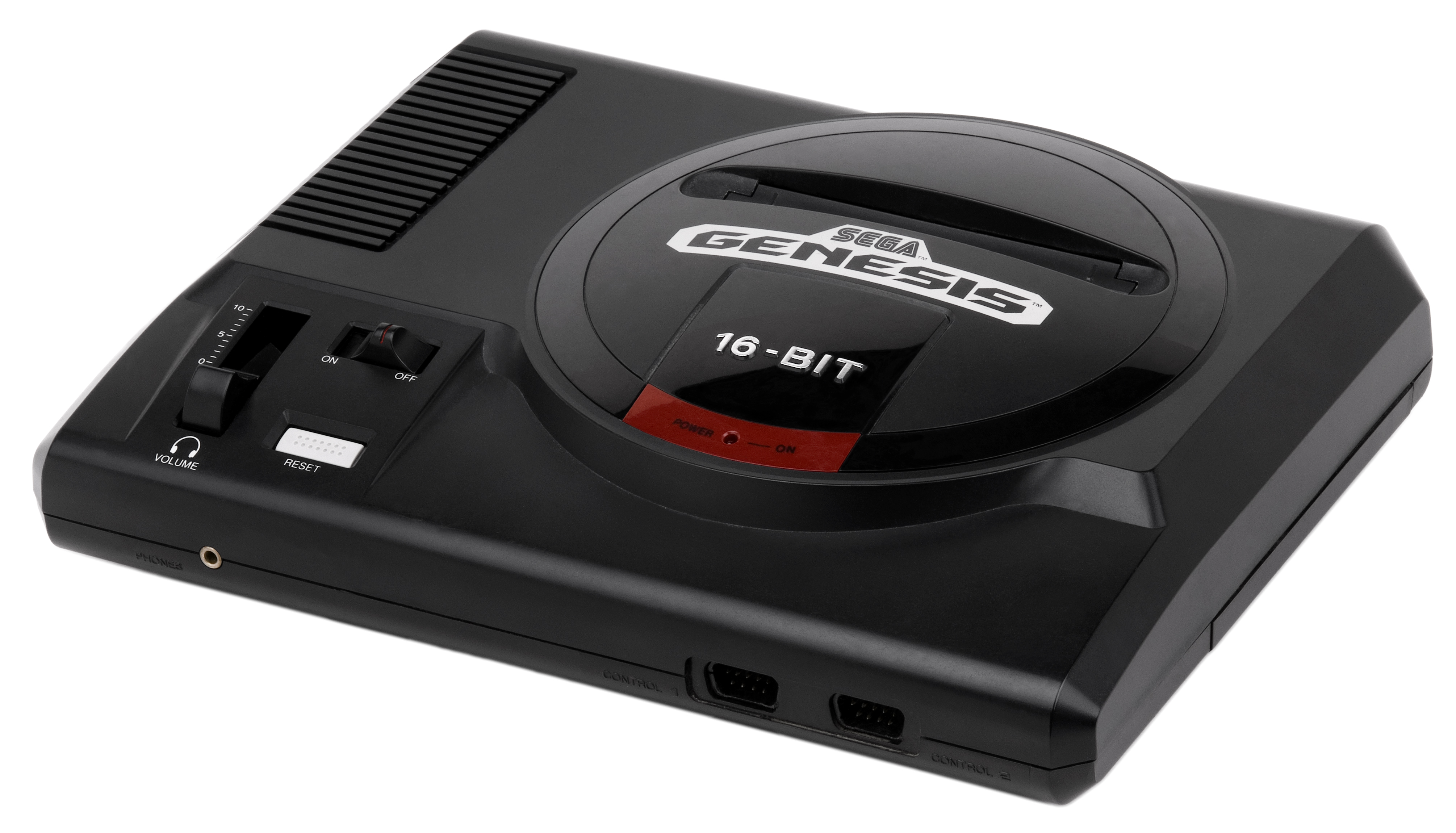
La Genesis III, nouvelle version de la console au cœur du conflit judiciaire, incluant le Trademark Security System (TMSS).

Après la sortie de la Mega Drive en 1989, connue sous le nom de Genesis aux États-Unis, l'éditeur Accolade commence à explorer les options pour sortir certains de ses jeux d'ordinateur sur consoles. À l'époque, Sega propose un accord de licence pour les développeurs tiers qui fait augmenter les coûts du développeur. Selon le cofondateur d'Accolade, Alan Miller, l'éditeur « les paie entre 10 et 15 dollars par cartouche au-dessus des coûts de fabrication réels, de sorte que cela double le coût des produits à l'éditeur indépendant ». De plus, Sega demande aux éditeurs que les jeux publiés sur la Genesis soient exclusifs à celle-ci,.
Pour contourner la licence, Accolade décide de chercher un autre moyen pour rendre compatible ses jeux avec la Genesis. L'entreprise achète alors une console en vue de décompiler le code de l'exécutable de trois jeux. En analysant les similitudes entre les cartouches, l'équipe d'Accolade programme de nouvelles cartouches Genesis, outre-passant le système de sécurité qui empêche des jeux non autorisés d'y être lus,. Cette stratégie est employée avec succès pour rendre compatible Ishido: The Way of Stones avec la Genesis en 1990. Pour ce faire, Accolade a également copié du code de jeu de Sega à plusieurs reprises pour faire la rétro-ingénierie du logiciel des jeux sous cette licence Sega,.

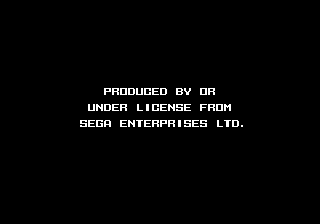
Message affiché par le Trademark Security System de la console, attestant normalement que le jeu a été validé par Sega.

Afin de stopper cette fraude, Sega incorpore un nouveau système de protection dans une nouvelle version de la console, surnommée la Genesis III. Ce système, connu sous le nom de Trademark Security System (abrégé TMSS), vérifie la présence de la chaine de caractères « SEGA » à un endroit précis de la cartouche, au lancement du jeu par la console. Ainsi, le jeu est lancé uniquement si la chaine est trouvée au bon endroit et affiche le message « PRODUCED BY OR UNDER LICENSE FROM SEGA ENTERPRISES LTD. », littéralement « Produit ou autorisé sous licence par Sega Enterprises Ltd. ».
Ce mécanisme a alors deux effets : il empêche le lancement des anciens jeux contournant la sécurité et, même si une entreprise venait à contourner le TMSS, l'affichage du message permet alors à Sega de porter plainte pour violation de marque déposée,. Accolade apprend la nouvelle lors du Consumer Electronics Show de janvier 1991, durant lequel Sega dévoile sa nouvelle version de la console et démontre l'efficacité de ses nouvelles protections avec le jeu Ishido, édité par Accolade, qui ne se lance pas sur la Genesis III.
Accolade arrive toutefois à identifier le fonctionnement du TMSS et incorpore le code « SEGA » dans ses jeux déjà prévus : HardBall!, Star Control, Mike Ditka Power Football et Turrican.

## Procès

Sceau du United States District Court du Nord de la Californie.

Le 31 octobre 1991, Sega porte plainte contre la société Accolade, auprès de la United States District Court du Nord de la Californie, pour contrefaçon de marque et concurrence déloyale, protégée par le Lanham Act aux États-Unis. Un mois plus tard, l'accusation de violation de copyright, protégé alors par le Copyright Act of 1976, est ajoutée à la liste.
En réaction, Accolade poursuit Sega pour création de faux au sein des jeux de la marque, en affichant le message du TMSS au démarrage du jeu. Le procès est présidé par la juge Barbara A. Caulfield,,. Sega se défend en accusant Accolade d'enfreindre les règles du copyright en incorporant dans ses jeux du code de Sega. Accolade rétorque et prétend que les portions de codes utilisées entrent dans le principe du fair use. Chaque partie souhaite donc l'interdiction à la vente du matériel de l'opposant : les jeux développés par Accolade pour Sega et la console Genesis III pour Accolade, qui empêche la vente de leurs premiers jeux.
La juge Caulfield ne retient cependant pas l'argument d'Accolade : la cour estime que celle-ci est une entreprise de jeux vidéo, à but commercial, et que ses produits entrent en compétition avec ceux licenciés par Sega. Ainsi, le fair use ne peut s'appliquer du fait de l'objectif lucratif d'Accolade, qui peut affecter les ventes des jeux de Sega ou de ceux ayant payé la licence,. De plus, Takeshi Nagashima, un ingénieur de Sega, présente deux cartouches de jeux qui se lancent sur la console Genesis III mais qui n'affichent pas la marque déposée de Sega, prouvant qu'il est possible de lancer des jeux sur la console sans copier le code de Sega ni enfreindre le droit des marques. Sega met les deux cartouches à disposition de la défense d'Accolade mais refuse que les ingénieurs de l'entreprise en étudient le fonctionnement,.
Le 3 avril 1992, la juge Caulfield annonce le verdict en faveur de Sega : une injonction de la cour interdit à Accolade de vendre de nouveaux jeux compatibles avec la Genesis en faisant usage de la rétro-ingénierie, ainsi que les jeux affichant la marque déposée de Sega. Six jours plus tard, la juge oblige également la société à rappeler dans les dix jours ouvrables l'ensemble des cartouches déjà produites et ne respectant pas ces règles,.

## Appel

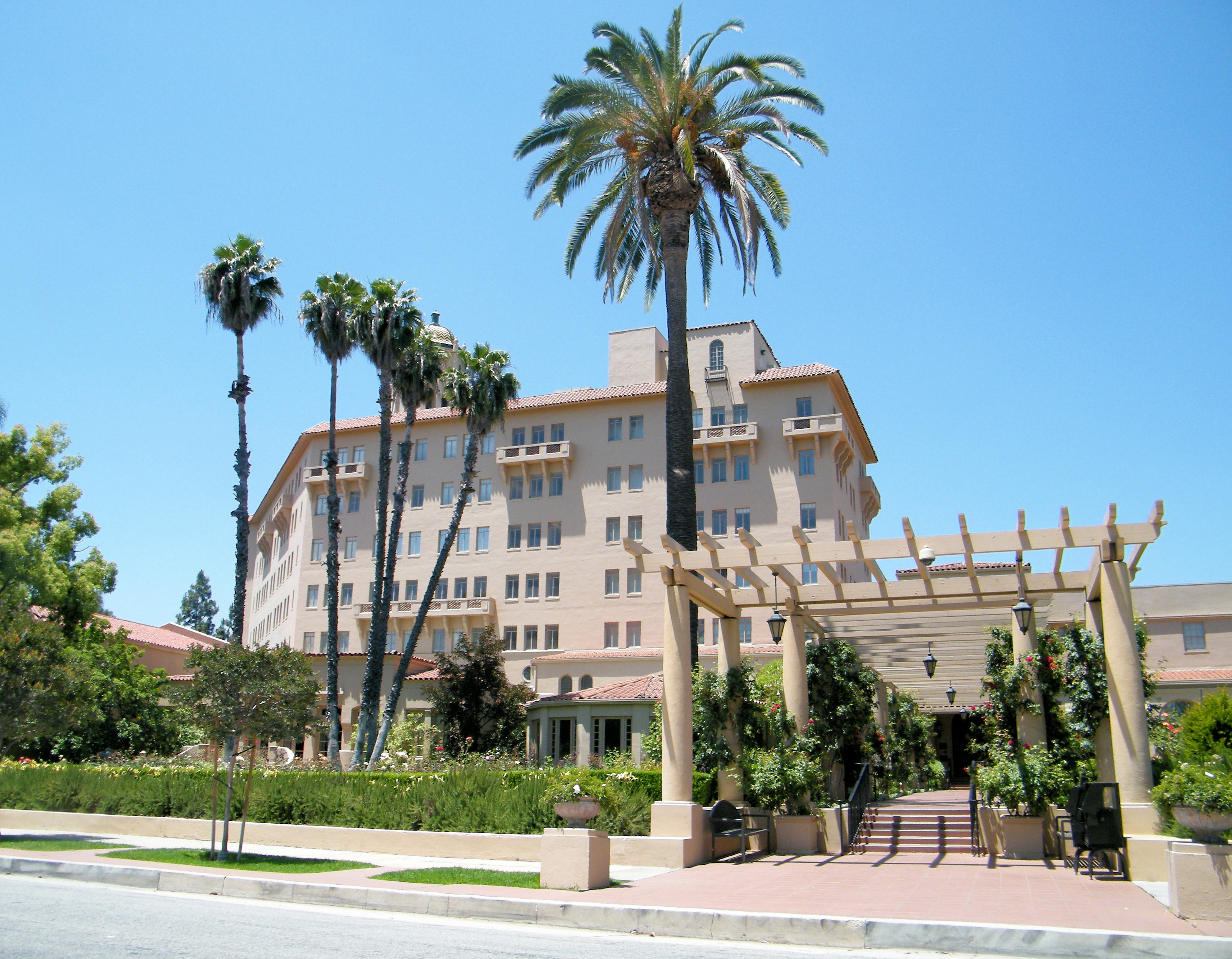
Bâtiment Richard H. Chambers U.S, accueillant la cour d'appel des États-Unis pour le neuvième circuit

La décision du procès met en péril la société Accolade. Selon son cofondateur, Alan Miller, « rien que pour faire appel de l'injonction, il a fallu que l'on paye presque 500 000 dollars tandis que les pertes commerciales liées à l'injonction sont estimées entre 15 et 25 millions de dollars ». Le 14 avril 1992, Accolade dépose un recours auprès de la cour du district pour faire suspendre l'injonction. Sans réponse de celle-ci au 21 avril, l'entreprise décide de faire appel du jugement auprès de la cour d'appel des États-Unis pour le neuvième circuit. L'obligation de rappel des cartouches déjà commercialisées est alors suspendue mais l'interdiction de publication de nouveaux jeux grâce à la rétro-ingénierie est maintenue, dans l'attente du jugement de la cour d'appel.
Afin d'aider Accolade, le lobby américain Computer & Communications Industry Association soumet un amicus curiae, affirmant que la cour a commis des erreurs dans son jugement. Le lobby considère en effet que le jugement étend le concept de copyright au mode opératoire et que les jeux d'Accolade ne pouvaient être des copies des jeux Sega si l'éditeur n'avait pas accès au code source des jeux du constructeur. Trois autres amicus curiae ont été déposés par deux comités américains pour la standardisation des systèmes ou des technologies de l'information, ainsi que par le professeur de droit Dennis S. Karjala de l'Université de l'Arizona, défendant la cause d'Accolade. Les deux parties se retrouvent devant la cour d'appel le 20 juillet 1992, présidée par le juge Stephen Reinhardt.
Comme au premier jugement, Nagashima fait la démonstration des cartouches n'affichant pas le message de licence de Sega. La cour d'appel n'est cependant pas convaincue par cette démonstration, arguant que ceci provient du travail d'ingénieur ayant connaissance du fonctionnement interne du TMSS ; l'éditeur Accolade quant à lui ne possédait pas le même savoir-faire que Sega lors de l'édition de ses propres jeux. Le juge Reinhardt retourne même cet argument contre Sega : en prouvant qu'il existe une façon de ne pas afficher la marque déposée sans pour autant la dévoiler, Sega a pris le risque d'afficher lui-même le message de licence sur des jeux non autorisés et également découragé certaines entreprises à produire des jeux compatibles avec la Genesis. Selon le juge, cette limitation est « clairement illégale [selon le Lanham Act] ». La cour cite la jurisprudence Anti-Monopoly, Inc. v. General Mills Fun Group, Inc. (1976–1985), qui établit qu'« une marque déposée est détournée de son rôle si elle sert à limiter la concurrence dans la production ou la vente d'un produit ». Dans le cas de Sega et Accolade, les juges ont décidé que Sega enfreint cette jurisprudence en utilisant le message apposé avec sa marque déposée pour limiter la publication de logiciels sur sa console.
Pour déterminer la légitimité du fair use supposée par Accolade, la cour d'appel rappelle les quatre critères à prendre en compte : la nature de l’œuvre sous copyright, la proportion d'éléments sous copyright utilisée, son utilité au sein de l’œuvre et enfin les effets sur le marché de l’œuvre originale. Les juges notent que le code relatif au TMSS est évalué entre 20 et 25 octets alors qu'un jeu développé par Accolade contient entre 500 000 et 1,5 million d'octets. Les employés d'Accolade attestent également que le code du TMSS est la seule portion reprise du code de Sega au sein des jeux de la société. En conséquence, le juge Reinhardt estime que le contenu des jeux Accolade est majoritairement original, issu du savoir-faire de l'entreprise et donnant donc des jeux différents pour le consommateur,,. Sur le processus de rétro-ingénierie, la cour conclut que le fait de « désassembler dans l'unique but d'obtenir l'accès aux idées et au fonctionnement d'un programme informatique protégé par copyright, avec des raisons légitimes d'obtenir cet accès, est compatible avec la notion de fair use »,.
Enfin, la cour rejette également l'argument selon lequel les jeux Accolade entreraient en compétition directe avec ceux de Sega, avançant qu'il n'y avait aucune preuve que les jeux d'Accolade aient diminué les ventes de ceux de Sega. De même, la défense de Sega sur le temps et l'argent investis pour le développement de la console, dont Accolade profite sans investissement, est rejetée au titre du caractère fonctionnel de la console, dont le fonctionnement ne peut être protégé par le Copyright Act de 1976,.
Le 28 août 1992, le neuvième circuit annule le jugement initial et acquitte Accolade en déclarant la rétro-ingénierie effectuée par l'entreprise conforme aux règles du fair use. Le 20 octobre 1992, la cour publie sa décision, notant que l'utilisation de la portion du logiciel n'était pas abusive, malgré le but commercial, et que l'affichage du message de la marque déposée par le TMSS, déclenché sans volonté par le code utilisé dans le cadre du fair use, est reproché à Sega, aucune solution alternative n'étant connue au moment des faits,.
En conséquence, Sega est condamné à payer l'intégralité des frais judiciaires engagés par Accolade. L'injonction de ne pas publier de nouveaux jeux utilisant la rétro-ingénierie pour la Genesis reste toutefois valable, Sega demandant une révision du jugement en appel,.

## Décision finale et accord
Le 8 janvier 1993, alors que la demande de nouvelle audience de Sega est toujours en suspens, la cour amende exceptionnellement sa décision d'octobre 1992 et retire l'injonction envers Accolade. Le 26 janvier, la cour rejette également la demande de Sega. La demande d'interdiction d'utilisation du TMSS, initiée par Accolade lors de l'appel, est cependant rejetée malgré le dépôt abusif de la marque déposée. Ceci laisse chaque partie libre de continuer dans la même situation qu'avant le procès.
Le 30 avril 1993, un arrangement est conclu entre Sega et Accolade. Cette dernière passe alors un accord de licence officiel avec Sega, qui développe entre autres Barkley: Shut Up and Jam!, à peine un an après la décision finale. Les détails de l'arrangement pour la licence, notamment concernant l'existence ou non de faveurs consenties à Accolade, ne seront jamais dévoilés publiquement. Dans un communiqué, le dirigeant de Sega, David Rosen, se dit satisfait de l'issue de cet arrangement : « Cet accord est une fin satisfaisante compte tenu du caractère complexe des problèmes rencontrés. Non seulement nous avons résolu ce problème à l'amiable, mais nous avons réussi à conclure une association avec Accolade, que nous espérons saine et rentable pour chacun d'entre nous dans le futur ». Alan Miller exprime lui aussi son enthousiasme : « Nous sommes très contents de l'arrangement, et nous sommes enthousiastes à l'idée des nouveaux marchés que cela ouvre pour Accolade. Nous faisons face aujourd'hui à une forte demande de jeux Sega Genesis en Amérique du Nord et en Europe. Nous allons désormais être capables de publier nos jeux sur Genesis et Game Gear dans le monde entier ». Malgré cet accord, Accolade a perdu, selon son fondateur, entre 15 et 25 millions de dollars pendant la période d'application de l'injonction lui interdisant de publier de nouveaux jeux sur Genesis.

## Impact et postérité

### Jurisprudence
Sega v. Accolade est aujourd'hui un cas de jurisprudence qui s'est relevé important pour des procès ultérieurs autour de la violation de copyright, et est régulièrement cité depuis le verdict de 1993,.
La décision de la cour d'appel a changé la vision juridique de la rétro-ingénierie, en concluant que le travail effectué par Accolade sur la Genesis était à des fins d'« accès aux idées », non protégées par le copyright, et accessibles à l'époque uniquement par la décompilation. Cela permet ainsi aux développeurs de décompiler du code protégé, si l'unique but est de comprendre le fonctionnement de ce dernier et si c'est le seul moyen à leur disposition, via la doctrine du fair use,. Ainsi, même si Accolade a entièrement copié des jeux Genesis en interne pour identifier le TMSS, la cour a relativisé la gravité de ce point puisque c'est une conséquence du travail effectué par Accolade pour créer leurs propres jeux originaux.
Ce jugement exclut également aux États-Unis la protection par le copyright du fonctionnement d'une console et le circonscrit au code même. De ce fait, les seules protections possibles pour le fonctionnement d'un logiciel sont le brevet ou l'offuscation. Ce point du jugement a été critiqué car même si le fonctionnement n'est pas sous copyright, le code du TMSS l'est et autoriser sa décompilation dans le cadre du fair use encourage la reproduction illégale de programme pour en découvrir le fonctionnement caché.
C'est également la première fois que le Lanham Act est interprété en justice pour résoudre un problème de fausse marque déposée, en incriminant le propriétaire et dépositaire du message via un système de sécurité au sein de la machine, et non l'éditeur du travail original.

### Citations dans des procès ultérieurs
Cette décision judiciaire est régulièrement citée dans les affaires liées à la violation de copyright et au fair use depuis 1993.
Elle a notamment une forte influence lors du procès Sony Computer Entertainment, Inc. v. Connectix Corporation en 2000. Sony accuse l'éditeur Connectix d'avoir enfreint le copyright du constructeur nippon en créant un émulateur de la PlayStation, copiant le BIOS de Sony, protégé par copyright. Connectix a été acquitté : la cour applique la jurisprudence du cas Sega v. Accolade et estime que certaines parties fonctionnelles de la console PlayStation ne pouvaient être protégées par copyright et leur rétro-ingénierie tombant dans le domaine du fair use.
En 2012, lors du conflit Oracle America, Inc. v. Google, Inc., le cas Sega v. Accolade est cité parmi d'autres. Oracle accuse Google d'avoir utilisé les interfaces de programmation applicative de Java sans accord de licence,. La cour fédérale du district Nord Californien, où a également été jugé en première instance le procès Sega v. Accolade, qualifie l'utilisation faite par Google comme étant conforme au fair use, puisque se limitant au fonctionnel et non au code même produit par les équipes d'Oracle. Ces derniers font appel mais le jugement est de nouveau confirmé en mai 2016,.